# フィンレイ・ビーラム
フィンレイ・ビーラム（Finlay Bealham、1991年10月9日 - ）は、ユナイテッド・ラグビー・チャンピオンシップ、コナート・ラグビーに所属するラグビーユニオン選手。

## プロフィール
- オーストラリア・キャンベラ出身[1]。
- ポジションはプロップ(PR)。
- 身長 189cm、体重 123kg
- U20アイルランド代表に選ばれたことがある[2]。
- アイルランド代表キャップは19（2022年2月現在）。
- バーバリアンズに選ばれたことがある。

## 略歴
2014年、コナートに加入。